# Nathalie Cely
Nathalie Cely Suárez (Portoviejo, Equador, 28 de desembre de 1965) és una política que va exercir com a ambaixadora de l'Equador als Estats Units.
El 1990 va obtenir una llicenciatura en economia per la Universitat Catòlica de Guayaquil. Des de maig de 2009 fins a novembre de 2011, Cely va servir com a Ministra de Coordinació de la Producció, Ocupació i Competitivitat. Abans s'havia exercit com a Ministra de Coordinació de Desenvolupament Social de l'Equador des de març de 2007 fins a abril de 2009.
Cely anteriorment va ser presidenta d'Edúcate, una fundació d'educació i executiva de Stratega, un grup de treball amb empreses sostenibles.
Amb una subvenció del Banc Interamericà de Desenvolupament, va assistir a la Universitat Harvard, a l'Escola de Govern John F. Kennedy, graduant-se el 2001 amb un mestratge en Administració Púiblica i un Diploma en Polítiques Públiques. També va fer el doctorat en la Facultat Llatinoamericana de Ciències Socials.

## Honors
- Condecoració de Gran Creu de Xile - atorgat per l'ambaixada de l'Equador a Xile, 18 de novembre de 2009.
- Dona de l'any 2001 - atorgat per la Casa de la Cultura de Portoviejo, 10 de març de 2011.